# Малайзія на літніх Олімпійських іграх 2020
Малайзію на літніх Олімпійських іграх 2020 представляли тридцять спортсменів у десятьох видах спорту.

## Спортсмени
| Вид спорту       | Чоловіки | Жінки | Загалом |
| ---------------- | -------- | ----- | ------- |
| Стрільба з лука  | 1        | 1     | 2       |
| Легка атлетика   | 1        | 1     | 2       |
| Бадмінтон        | 4        | 4     | 8       |
| Велоспорт        | 2        | 0     | 2       |
| Стрибки у воду   | 0        | 5     | 5       |
| Гольф            | 1        | 1     | 2       |
| Гімнастика       | 1        | 1     | 2       |
| Вітрильний спорт | 1        | 3     | 4       |
| Стрільба         | 0        | 1     | 1       |
| Плавання         | 1        | 1     | 2       |
| Загалом          | 12       | 18    | 30      |